# 7736 Nizhnij Novgorod
7736 Nizhnij Novgorod eller 1981 RC5 är en asteroid i huvudbältet som upptäcktes den 8 september 1981 av den sovjetisk-ryska astronomen Ljudmila Zjuravljova vid Krims astrofysiska observatorium på Krim. Den är uppkallad efter den ryska staden Nizjnij Novgorod.
Asteroiden har en diameter på ungefär 8 kilometer och den tillhör asteroidgruppen Eunomia.